# 塞菲嫩呂奇訥河
46°32′47″N 7°53′57″E / 46.54645°N 7.89913°E
塞菲嫩呂奇訥河是瑞士的河流，位於該國中西部，流經伯恩州，屬於白呂奇訥河的左支流，河道全長8.7公里，流域面積27.1平方公里，河口處在勞特布倫嫩以西。